# 瑪歌皇后 (電影)
《瑪歌皇后》（法語：La Reine Margot），1994年由法國、義大利以及德國合資所拍攝的一部法語宮闈巨製，由巴提斯·謝侯執導，伊莎貝爾·阿佳妮等主演。
電影情節改編自大仲馬的文學名著《瑪歌王后》，以16世紀的法國為背景，描述法國國王妹妹瑪歌的感情生活，藉此帶出當時法國的宮廷鬥爭及天主教與新教之間的不和。

## 故事內容
瑪爾歌原是國王的妹妹，卻遭三個兄弟視為性慾俘虜。母后凱薩琳是家族領袖，為了達成政治目的而將信奉天主教的瑪歌許配給新教的亨利國王為妻。婚禮過後，即發生聖巴托羅繆之夜(又稱聖把托羅繆大屠殺)，新教徒拉莫在危急關頭為瑪歌所救，其後更跟她墜入愛河。

## 主要演員
- 伊莎貝爾·阿佳妮 飾演瑪歌公主
- 文森·培瑞茲
- 艾莎·阿基多
- 丹尼爾·奧圖
- 讓·雨果·安格拉德（英语：Jean-Hugues Anglade）
- 瓦萊麗雅·布魯尼-特德斯奇
- 維娜·莉絲（義大利語：Virna Lisi）

## 版本
1994年《瑪歌皇后》在坎城影展初次亮相，之後在法國劇院上映，播放長度皆為161分鐘。美國的代理商米拉麥克斯影業要求導演重新剪輯，法國以外的電影院以及錄影帶看到的遂為145分鐘版本。英國曾在1995年限量發行完整典藏版的VHS錄影帶，不過後來再版的錄影帶到DVD則皆採用145分鐘二剪版。二剪版不只剪，導演尚從原始「完整版」裡加入一場瑪歌與情人拉莫包裹腥紅斗篷站在戶外的片段。加入這場戲是美國代理商的意思，米拉麥克斯認為這場戲能夠加強男女主角之間的關係，使本片在美國市場行銷時，可有效炒作浪漫元素，「腥紅斗篷」這一幕後來成為美國版DVD的封面，與歐洲第2區DVD封面（瑪歌滿身濺血驚聲尖叫）成為強烈對比。

## 站外鏈結
- 互联网电影数据库（IMDb）上《瑪歌皇后》的资料（英文）